# Bertil Rönnberg
Bertil Gotthold Rönnberg, född 26 december 1913 i Älvkarleby församling, död 11 juni 2001 i Annedals församling, Göteborg, var en svensk militär, företagsledare och pionjär inom ishockeyn i Göteborg.
Rönnberg tog examen från Göteborgs handelsinstitut 1934. Han blev fänrik 1938, löjtnant 1940 och kapten 1946, var regementsintendent på Göteborgs luftvärnskår (Lv 6) 1942–1947 och lärare vid Arméns underofficerskola 1947–1949.
Efter den militära karriären var han personalchef vid Koppartrans, utbildningschef vid Caltex och anställd hos Pripp & Lyckholm. 1960 blev han vd för AB Festis.
Inom ishockeyn var han styrelseledamot i Göteborgs ishockeyförbund från 1937 och i Svenska ishockeyförbundet från 1948. Han var även engagerad i Gais, och var den som drog i gång klubbens ishockeysektion på 1950-talet. 1957–1958 satt han i Gais styrelse. Han blev också Scandinaviums första vd.